# Castrocit
Castrocit és un despoblat situat a 1.161 metres d'altitud, del municipi de Beranui i, fins al 1966, del de Calbera, a la dreta del barranc de Castrocit, que neix a la serra del Cis i desemboca al riu Isàvena per l'esquerra, al caseriu de les Ferreries.

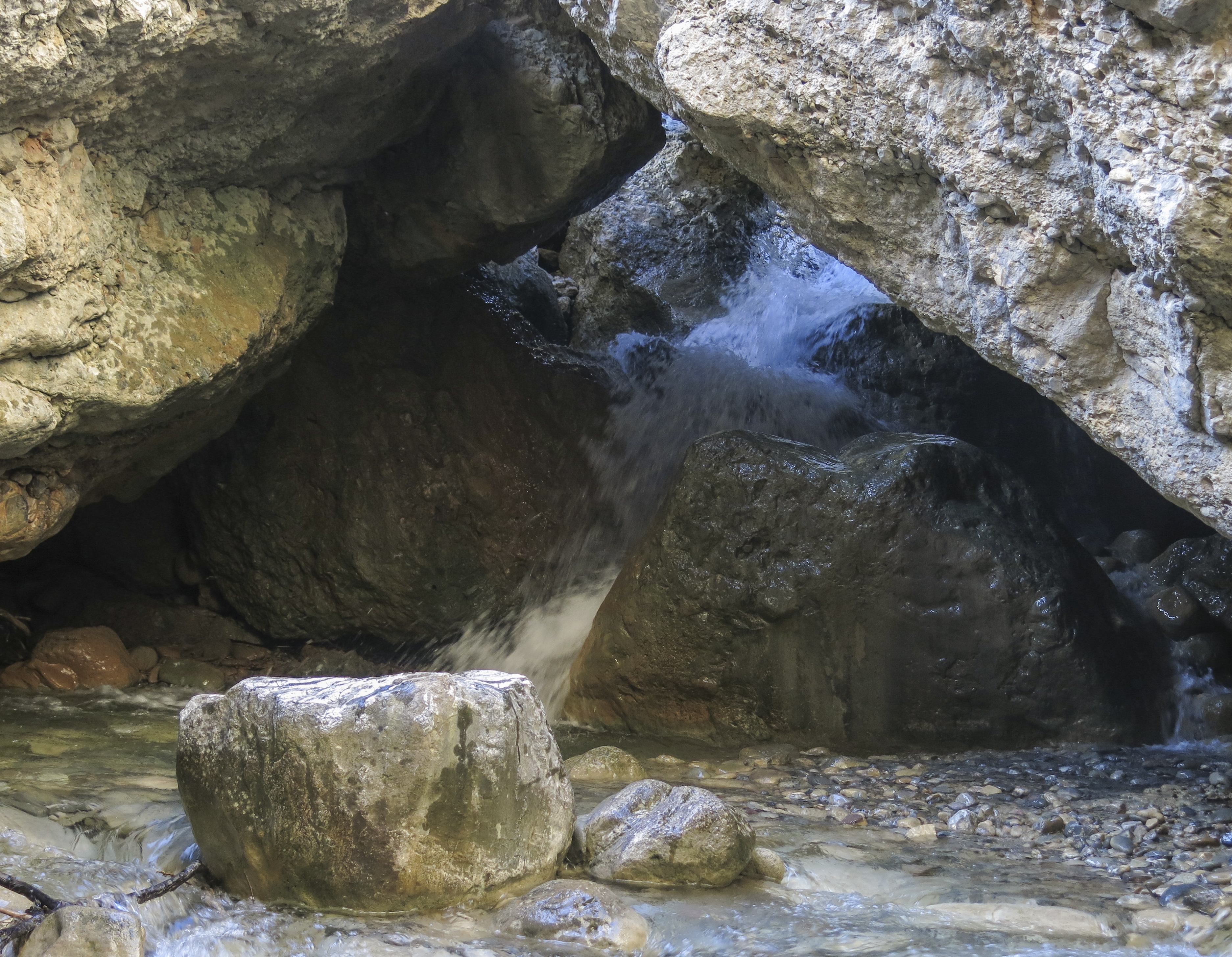
Barranc de Castrocit